# ولی (ویسکانسین)
ولی (به انگلیسی: Valley) یک منطقهٔ مسکونی در ایالات متحده آمریکا است که در شهرستان ورنن، ویسکانسین واقع شده‌است. ولی ۲۷۰٫۰۶ متر بالاتر از سطح دریا واقع شده‌است.